# Navi da guerra olandesi al largo di Enkhuizen
Navi da guerra olandesi al largo di Enkhuizen è un dipinto di Ludolf Bakhuizen. Eseguito nel 1683, è conservato nella National Gallery di Londra.

## Descrizione
Alcune caravelle olandesi, di cui una in primo piano reca in poppa lo stemma di Amsterdam, navigano nello Zuiderzee dopo aver lasciato il porto della città di Enkhuizen, vagamente osservabile sulla linea dell'orizzonte, vista da sud-est e riconoscibile dal caratteristico profilo del campanile della Zuiderkerk.